# Calliotropis midwayensis
Calliotropis midwayensis is een slakkensoort uit de familie van de Eucyclidae. De wetenschappelijke naam van de soort is voor het eerst geldig gepubliceerd in 1990 door Lan.